# Exurapteryx aristidaria
Exurapteryx aristidaria là một loài bướm đêm trong họ Geometridae.